# When Your Heart Stops Beating
When Your Heart Stops Beating – debiutancki album studyjny zespołu Plus 44, wydany 14 listopada 2006 roku. Album sprzedał się w nakładzie 7 754 egzemplarzy w Wielkiej Brytanii i 87 000 egzemplarzy na całym świecie w pierwszym tygodniu sprzedaży według Mediatraffic. Płyta ta została stworzona przez byłych muzyków Blink-182 a dokładnie przez Marka Hoppusa i Travisa Barkera.
19 października 2006, płyta When Your Heart Stops Beating zadebiutowała na 22. miejscu listy ARI-i, a 2. na liście albumów rockowych. W USA album zadebiutował na 10. miejscu Billboard 200 ze sprzedażą ok. 66 tys. egzemplarzy w pierwszym tygodniu. Według stanu na wrzesień 2008, album rozszedł się w nakładzie 256 tys. egzemplarzy w USA i 310 tys. egzemplarzy na całym świecie.

## Lista utworów
1. "Lycanthrope" – 3:57
2. "Baby Come On" – 2:46
3. "When Your Heart Stops Beating" – 3:12
4. "Little Death" – 4:05
5. "155" – 3:29
6. "Lillian" – 4:38
7. "Cliff Diving" – 3:44
8. "Interlude" – 1:12
9. "Weatherman" – 4:33
10. "No, It Isn't" – 3:03
11. "Make You Smile" – 3:40
12. "Chapter 13"– 5:07

### Utwory bonusowe
1. "Baby Come On (Acoustic)" (iTunes, Włochy, UK, Niemcy, Meksyk, Brazylia, Singapur i Australia) – 2:54
2. "Weatherman (Acoustic)" (UK) – 4:17
3. "145" (UK) – 3:36

## Single
- "Lycanthrope"
- "Baby, Come On"
- "When Your Heart Stops Beating"
- "155"
- "Cliff Diving"
- "No It Isn't"
- "Make You Smile"
- "Chapter XIII"